# Lången, Närke

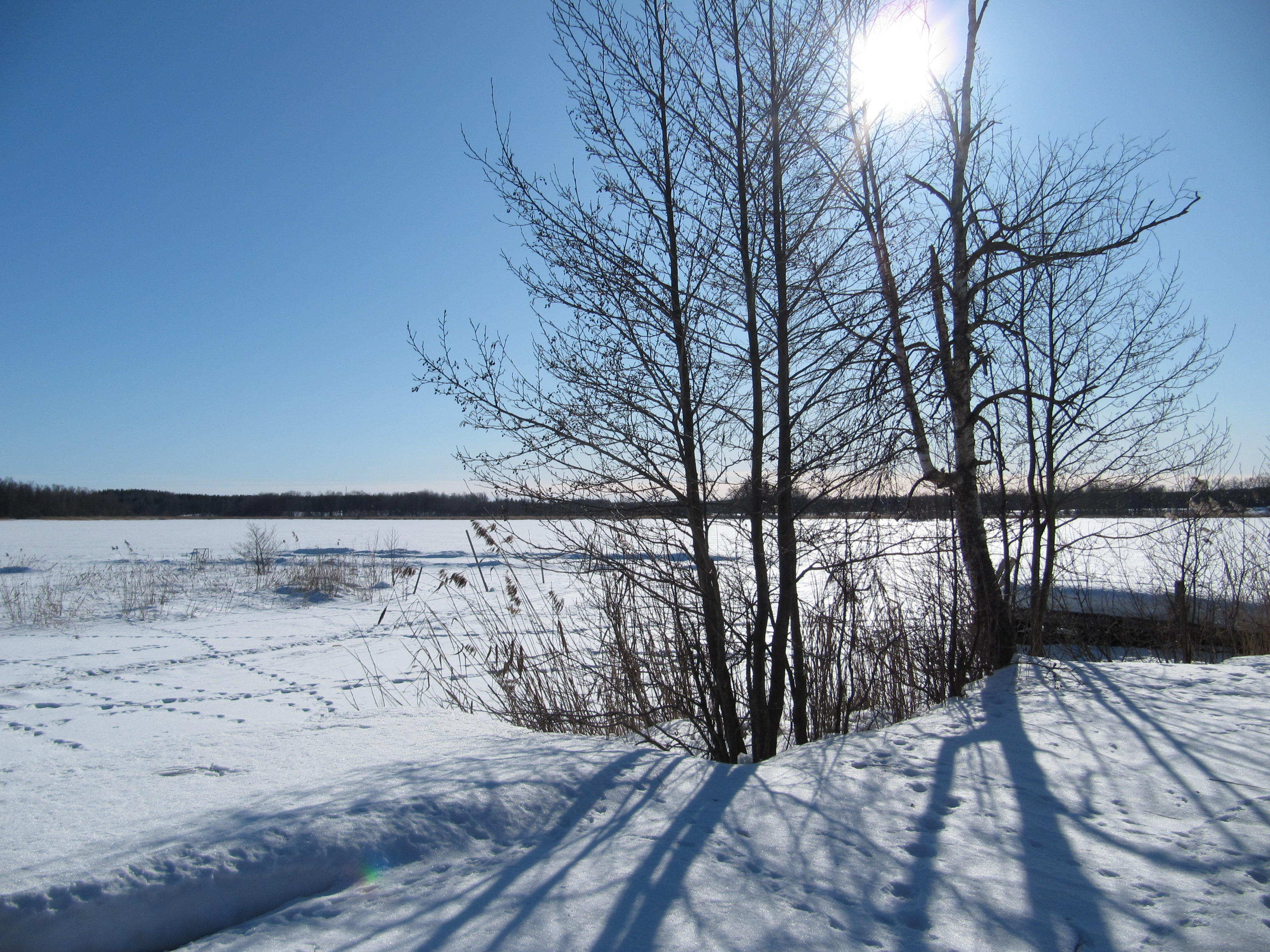
Lången, Närke. Badplatsen vid Kårstaö i vinterskrud.

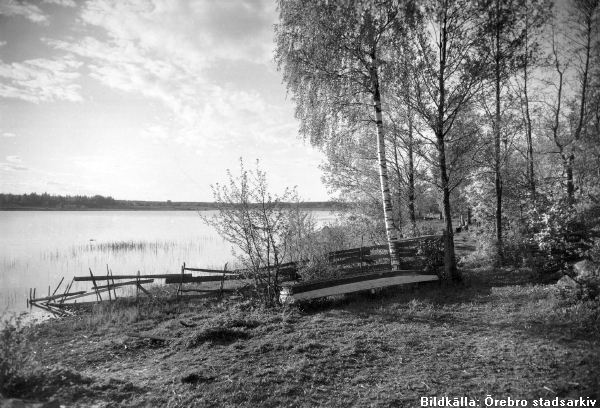
Sjön Lången, Närke, vid Gottsätter. År 1935.

Lången är en insjö i norra delen av Örebro kommun, 2 km väster om tätorten Hovsta. Sjön ligger inom Hovsta socken och  Axbergs socken.
Sjön består av tre delar, Södra Lången, Mellanlången och Norra Lången. Sjöytan är 1,75 km². Sjövolymen är 2.975.000 m³. Maxdjupet är 4,7 m och medeldjupet 1,7 m. Man har räknat ut att årsnederbörden är 650 mm och den teoretiska omsättningstiden är 0,31 år. Avrinningsområdets areal är 27,24 km².
Sjön har genomgått två sänkningar. Den första skedde troligen under senare hälften av 1800-talet, då det talades om en sänkning om 4 fot. Den andra sänkningen ägde rum under 1919-1922 och omfattade 0,6 m. Vid den senaste sänkningen frilades cirka 140 ha mark, varav 80 ha åkermark.
Det viktigaste tillflödet till Lången sker från Seltorpasjön. Avflödet sker genom Lillån till Hjälmaren.
Vid Lången ligger flera gårdar. Störst är herrgården Kåvi eller Kåvö, som ligger på västra sidan om Södra Lången. På den västra sidan ligger från norr till söder Långbyn, S. Nävesta, Hultet och Långstorp. På den östra sidan ligger Myrholmen, Höglunda, Gottsätter, Fågelsång, Kårstaö och Ättinge. Vid Långens norra spets ligger Solliden, en kursgård som ägs av Örebro pastorat.
Badmöjligheterna är begränsade. Vid Kårstaö finns ett privat bad som är tillgängligt för allmänheten. Vid den sydöstra stranden finns Möllebadet, som är mycket litet. Intill Solliden och bebyggelsen vid norra Lången finns endast privata bad. Vid Kyrkspången finns begränsade badmöjligheter.

## Biologi
Sjön är mycket näringsrik med neutralt pH och mycket god buffertkapacitet. Fiskbeståndet domineras av braxen, mört, abborre och gädda. Växtplanktonstatus visar på tillfredsställande näringsstatus, och helhetsbedömningen av den ekologiska statusen för Lången bedöms som otillfredsställande.

## Kyrkspången
Förr fanns en spång utlagd vid sundet mellan Mellanlången och Norra Lången. Denna gjorde det möjligt för Nävesta-borna på västra sidan av Lången att lättare kunna ta sig till Axbergs kyrka. Under 1950-talet försvann de sista resterna av den gamla spången. På initiativ av boende i Nävesta och Gottsätter, samt Föreningen för Långensjöarnas Bevarande, kunde en ny kyrkspång invigas i juni 1993.

## Cykelleden "Lången runt"
En cykelled runt Lången har märkts ut. Denna utgår från Svampen och går förbi Lillån. Förbi Tjusebotorp kommer man upp på västra sidan om Lången. Där passerar med naturreservatet Kåviängen och herrgården Kåvi. Via Nävesta kommer man upp till Norra Långens spets och Långbyn. Färden går förbi kursgården Solliden, ner utmed Långens östra sida. Här passeras ett sommarstugeområde från 1930-talet (idag till stor del permanentboende), innan man kommer till Axbergs kyrka. Kårsta golfklubb passeras, och man kommer därefter till Förlunda och Hovsta kyrka, där ringen är sluten. Leden är 27 km lång.

## Kanaler
På 1600-talet fanns planer på att dra en kanal från Hjälmaren genom Lången, för att ansluta till Järleån vid Axbergshammars bruk. Målet var att nå Järle, för att på så vis kunna underlätta transport av järn. Se vidare under Järle kanal.
På 1840-talet fanns planer på att dra en kanal från Örebro till Nora genom "Långens dal". På grund av järnvägarnas utbyggnad skrinlades de planerna .

### Webbkällor
- Länsstyrelsen i Örebro län om Lången
- Om Lången på Örebro kommuns hemsida
- Cykelleden Lången runt
- Kursgården Solliden